# فرودگاه شهرستان هتینگر
فرودگاه شهرستان هتینگر (به انگلیسی: Hettinger Municipal Airport) یک فرودگاه همگانی بهره‌برداری هوایی است که یک باند فرود آسفالت دارد و طول باند آن ۱۴۱۸ متر است. این فرودگاه در کشور ایالات متحده آمریکا قرار دارد و در ارتفاع ۸۲۴ متری از سطح دریا واقع شده‌است.